# フランキー・カザリアン
フランキー・カザリアン（Frankie Kazarian、1977年8月4日 - ）は、アルメニア系アメリカ人のプロレスラー。
本名、フランク・ガーデルマン（Frank "Frankie" B. Gerdelman）。カリフォルニア州パームスプリングス出身。
カザリアン（Kazarian）、カズ（Kaz）などのリングネームで知られ、マスクマンであるスーサイド（Suicide）として活動していた時期もある。

## 来歴
1998年、マサチューセッツ州にあるキラー・コワルスキーのトレーニング・スクールでトレーニングを積み、一ヶ月後にリングデビュー。デビュー後もコワルスキーのレスリングスクールに八ヶ月間過ごし、カリフォルニアに戻ると主にエンパイア・レスリング・フェデレーション（Empire Wrestling Federation）といったインディー団体に参戦するようになり、トレーニングもしつつジョシュ・ギャラクシーとバッド・インフルエンスというタッグを組み活動をしていた。
2000年、UPWに登場するようになり、2001年3月にはノヴァとエボリューションというタッグを結成している。同じ頃にミレニアム・プロレスリング（Millennium Pro Wrestling）に参戦をしている。5月にエボリューションでUPWタッグチーム王座を獲得している。2002年にUPWのツアーの一環で来日を果たしている。ツアー中にフリースタイル・ラップを通し、ジョン・シナやサモア・ジョーと親しくなっている。
2003年5月、ワールド・レスリング・オールスターズ（World Wrestling All-Stars）のツアーでニュージーランドやオーストラリア、イギリスを巡り、グレン・ギルバーティやスコット・ダモールに会い、TNAからオファーされている。8月にPWGに参戦するとともに初代PWG世界王座を決めるトーナメントに出場し、優勝して戴冠をしている。
TNA創設者ジェフ・ジャレットやスコット・ダモールからワールド・レスリング・アソシエーション（World Wrestling Association）のツアーやトライアウトの招集をきっかけに2003年の夏ごろから本格参戦。すぐにXディヴィジョン王座に狙いを定めるようになるも10月から離脱をしている。
2004年2月にアダム・ピアースにPWG王座を奪われている。3月にTNAに復帰、アメージング・レッドと空位になったXディヴィジョン王座を賭け、勝利して王座を初獲得。7月にA.J.スタイルズにタイトルを奪われている。タイトル陥落後はマイケル・シェーンとタッグを組むようになり、A.J.スタイルズからXディビジョン王座を奪取。シェーンとのタッグを維持しつつシングルでも活動するようになり、2005年までTNAで活動を続けていた。1月にTNAを離脱するとすぐにWWEと契約、下部組織のOVWに送られている。しかし、8月に退団。
WWE退団後にインディー団体へと戻り、1年程PWGを中心に活動をし、2006年に再びTNAと契約。リングネームをカズ（Kaz）に変更している。2008年7月ストーリーライン上解雇。解雇後は覆面レスラーのスーサイドとして活動をするようになり、2010年1月11日まで活動を続けていた。2010年1月18日からマスクを脱ぎ、カザリアン（Kazarian）として復帰。2012年からクリストファー・ダニエルズとバッド・インフルエンスを結成。2度TNA世界タッグチーム王座を獲得している。
2014年3月2日、W-1両国国技館興行に来日。バッド・インフルエンスでジュニスタと対戦した。5月11日、TNAからコストカットとして解雇となった。解雇後もダニエルズと共に行動していることが多く、タッグでROH、DRAGON GATE USAといったインディー団体に出場している。
2015年11月21日、新日本プロレスにて開催される「WORLD TAG LEAGUE2015」にクリストファー・ダニエルズとのタッグ「ジ・アディクション」で参戦。
2019年1月、タッグパートナーであるクリストファー・ダニエルズ、スコーピオ・スカイとともに、同年5月に旗揚げする新団体であるオール・エリート・レスリング（AEW）と契約した。

## 得意技

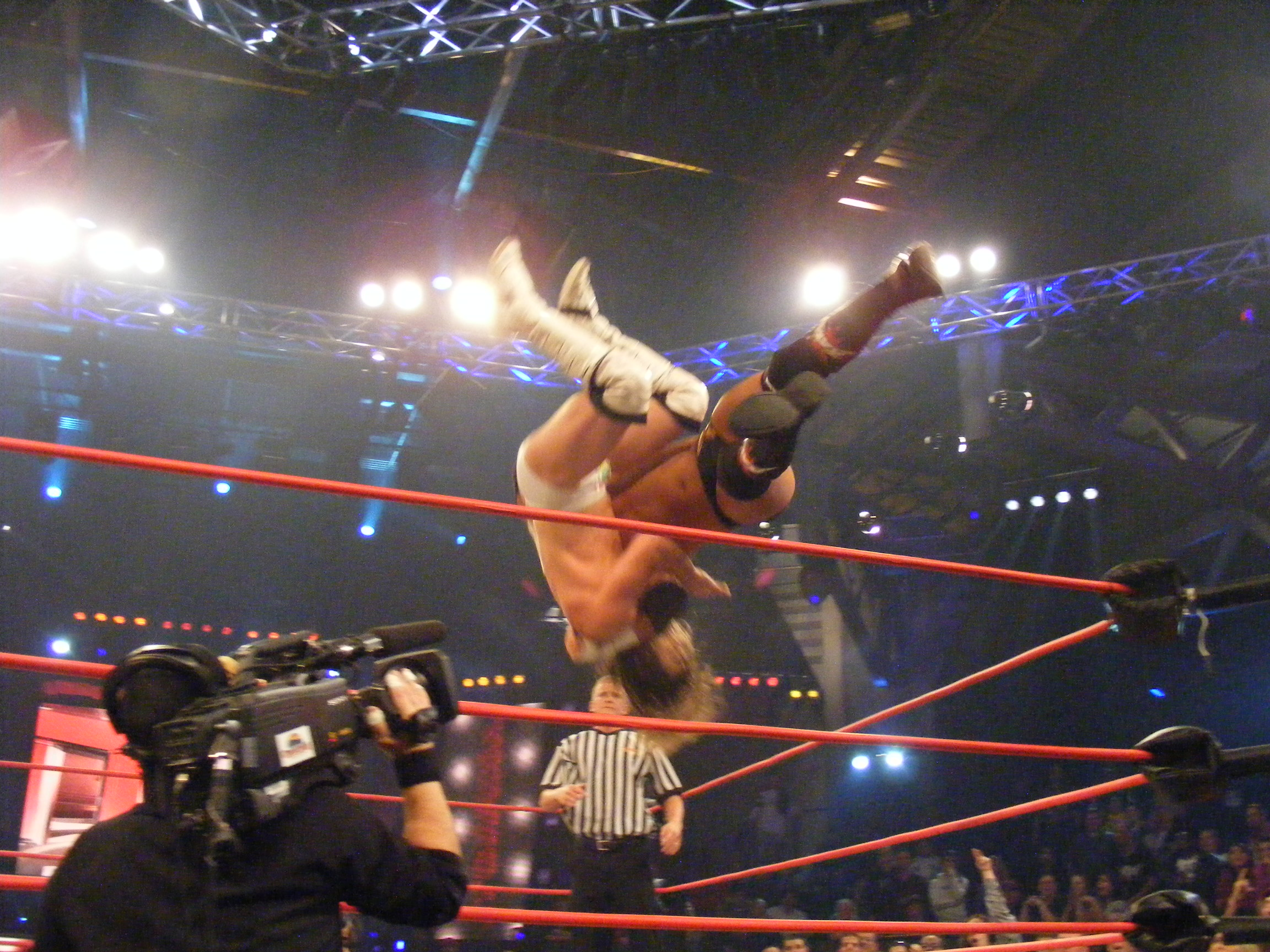
フラックス・キャパシター

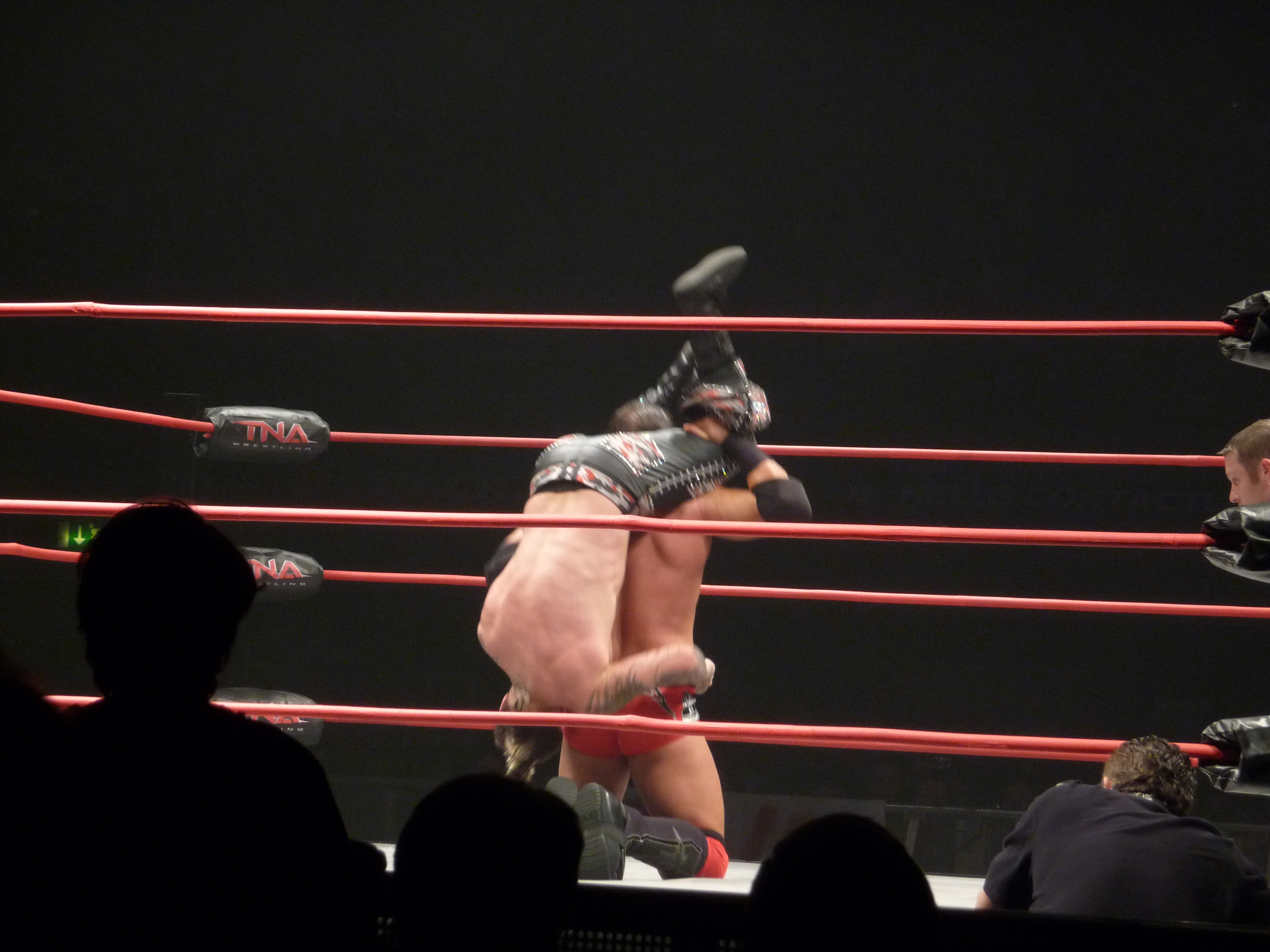
フェイド・トゥ・ブラック

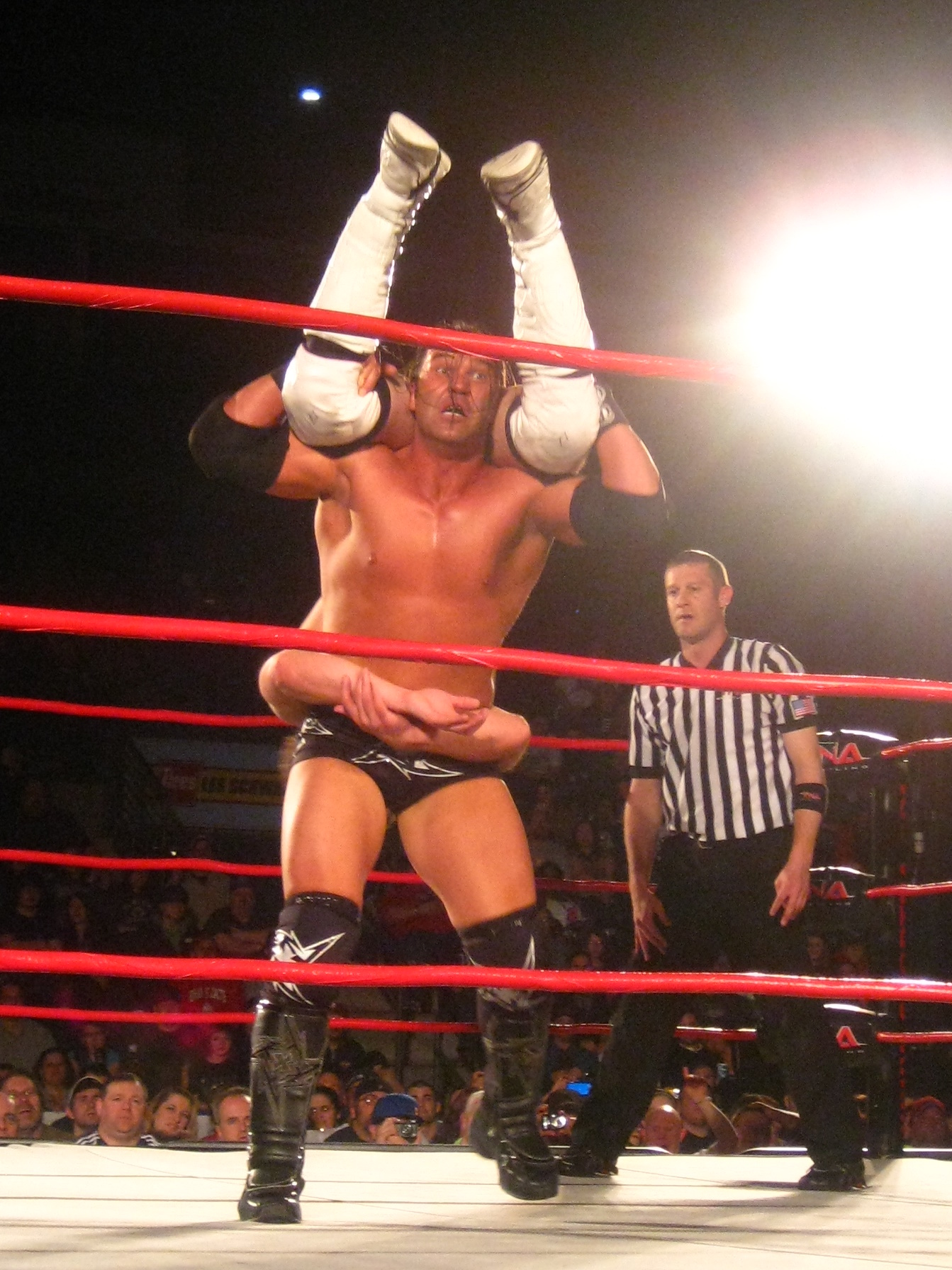
フェイド・トゥ・ブラック

### フィニッシュ・ホールド
エース・オブ・スペード
ローリング式スタナー
DOA(デッド・オン・アライヴ)
サンセット・フリップ・パワーボム
フェイド・トゥ・ブラック
相手の股の間に自分の頭を差し込み、相手の両足首をつかむ。そのまま上体を起こして、相手を真っ逆さま状態で背中に担ぎ上げ、その状態でジャンプして正座をするような形でマットに着地し、相手の頭部を垂直に落としてマットに叩きつける。ターンオーバー式パイルドライバー。
スリングショットDDT
エプロンサイドからトップロープを掴み、その反動を利用しロープを飛び越しながら、リング内に立つ相手の首を抱えてそのままDDTで叩きつける技。
フラックス・キャパシター
コーナートップで相手を立たせた状態でロック・ボトムのような形で相手を固め、相手もろとも跳躍しながら後方へ1回転し、相手をマットへ叩きつける。
スパニッシュ・フライや不知火・改など別の技名があるが、この技を考案した元祖として知られる。
トミカゼ
ダブルチキンウィング式フェイス・バスター。
タイガースープレックスの体勢で相手の背後にまわり腕の外から脇に腕を入れたら回転し、自分の背中に相手が向いた状態で仰向けに倒れこみ、相手の顔面を叩きつける。
トミー・ロジャースの代表的な技として知られ、ロジャースに対して尊敬の念を込めて使用。
バック・トゥ・ザ・フューチャー
相手を肩車し、その相手の手首を掴んだまま後ろに投げる技。
豊田真奈美のジャパニーズ・オーシャン・スープレックスと同型だが、相手の腕をクロスしない。
ウェーブ・オブ・ザ・フューチャー
スウィンギング・リバースSTO
ムーンサルトプレス
リバースDDT

### 打撃技
エルボー
エルボー・スタンプ
バックハンド・チョップ
ナックルパート
クローズライン
ドロップキック
スーパーキック
各種蹴り技
延髄斬り、ローリングソバト、スピンキック、ハイキック、ジャンピング顔面蹴り、ニーリフト、水面蹴り

### 投げ技
スープレックス
スーパープレックス
ジャーマンスープレックス
ロシアン・レッグ・スウィープ

## 獲得タイトル
AEW
- AEW世界タッグ王座 : (初代王者)

w / スコーピオ・スカイ
TNA
- TNA Xディヴィジョン王座 : 5回
- TNA世界タッグ王座 : 2回

w / クリストファー・ダニエルズ
ROH
- ROH世界タッグ王座 : 1回

w / クリストファー・ダニエルズ
PWG
- PWG王座 : 2回

JAPW

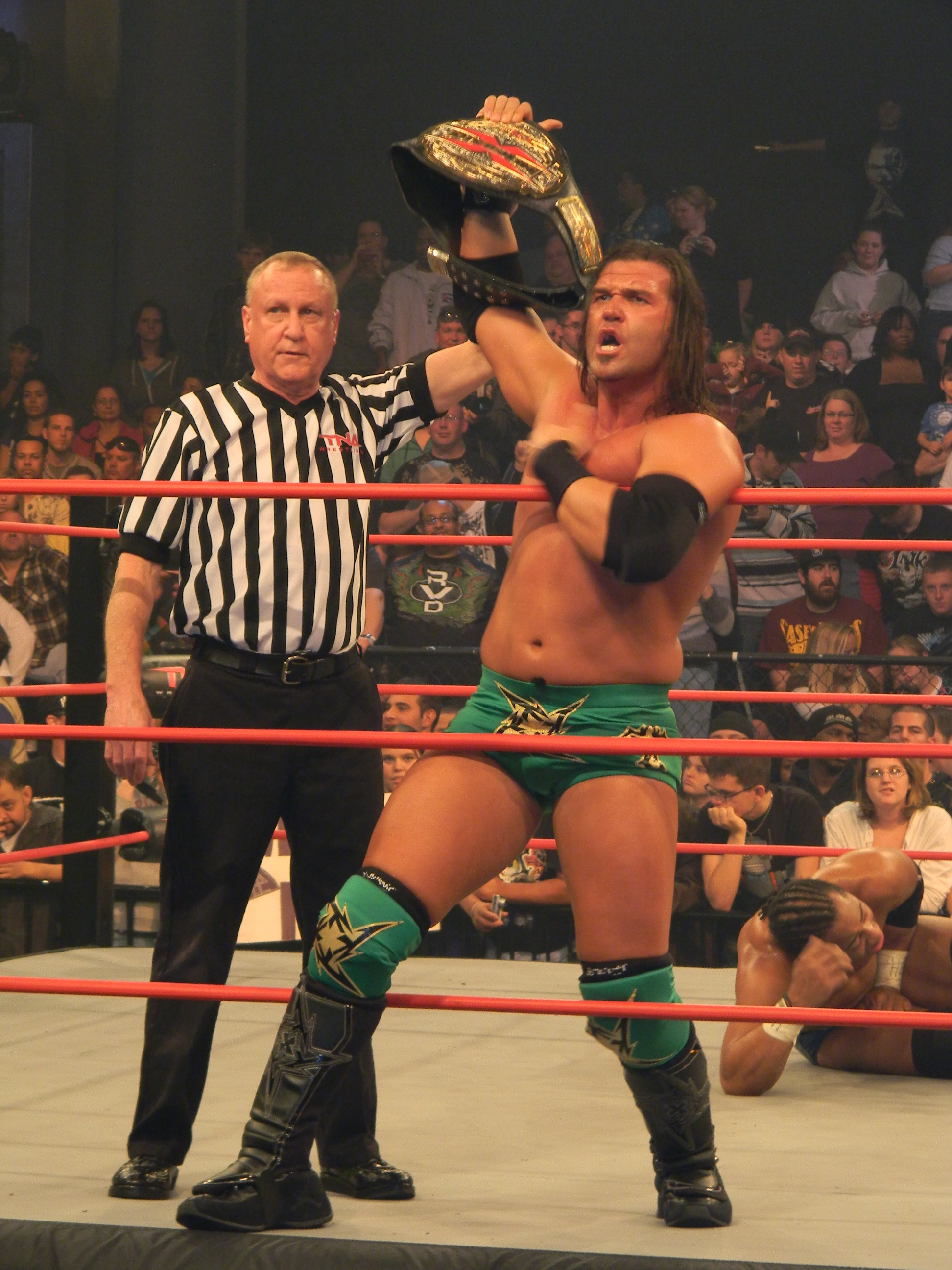
TNA Xディヴィジョン王者時代

- JAPWニュージャージーステイト王座 : 1回
- JAPWライトヘビー級王座 : 1回

他、アメリカのインディー団体を中心に多数のタイトルを獲得。